# Мокрецы
Мокрецы́ (лат. Ceratopogonidae) — семейство очень мелких (самые крупные виды в мире не превышают 4 мм, подавляющее большинство меньше 1 мм) двукрылых насекомых подотряда длинноусых, самки имаго которых в большинстве случаев являются важным компонентом комплекса гнуса. Укусы их вызывают зуд, отёк кожи и подкожной клетчатки. Кроме того, отдельные виды мокрецов являются промежуточными хозяевами онхоцерков лошади. В семействе более 6000 видов.

## Ареал
Мокрецы населяют все континенты, кроме Антарктиды.

## Внешнее строение

### Имаго

Жилкование крыла Culicoides. Продольные жилки: C — костальная; Sc — субкостальная; R — радиальная; М — медиальная; Cu — кубитальная; A — анальная. Поперечные вены: h — плечевая; r-m — радиально-медиальная. ячейки: RC — первая и вторая радиальные ячейки.

Мелкие комары длиной тела 1—4 мм, похожие на комаров-звонцов. Большинство видов имеют коричневую или чёрную окраску, иногда могут быть оранжевыми или желтыми. Глаза почковидные. Усики состоят из 13—15 члеников. У самцов усики заметно опушены. У самцов последние три или четыре членика удлинены. Из трёх сегментов груди наиболее развита среднегрудь. Переднеспинка сверху не видна. Щупики нижних челюстей из 4—5 члеников. На третьем членике имеется чувствительный орган. Костальная жилка крыла короткая, не достигает вершины крыла. Имеется одна или две радиальные жилки. Медиальная жилка обычно разветвляется на две жилки. Между радиальной и медиальной жилкой расположена радиомедиальная поперечная жилка. У представителей рода Leptoconops жилкование крыльев редуцировано, а крылья при жизни имеют молочно-белую окраску. В неактивном состоянии крылья складываются друг над другом. Ноги обычно короткие и утолщённые.

### Яйца
Яйца имеют банановидную форму. Поверхность яиц покрыта небольшими грибовидными выступами, которые называются ансулами. С помощью этих выступов они прикрепляются к субстрату.

### Личинки

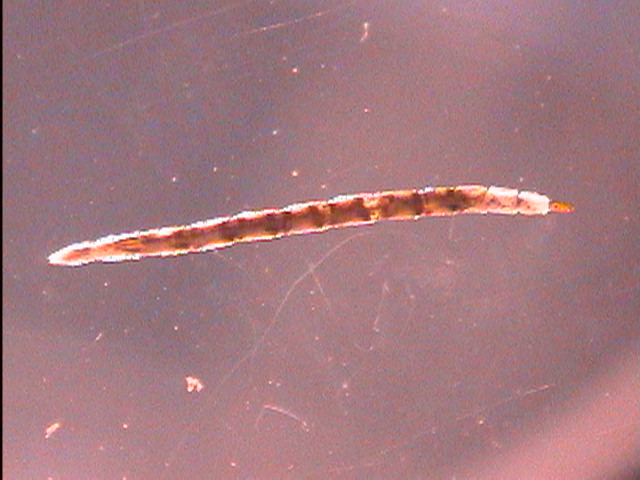
Личинка мокреца

Личинки Culicoides тонкие, похожие на нематод, придатки на теле отсутствуют. Окраска беловатая, иногда с тёмным рисунком на груди. Голова склеротизована. Ведут водный образ жизни и хорошо плавают с характерным, как угорь, движением. Личинки рода Leptoconops полуводные, от других представителей семейства они отличаются несклеротизированной головой. Личинки подрода Lasiohelea из рода Forcipomyia, развивающиеся в песчаной почве, под гниющей корой или во влажном мху, имеют на переднегруди псевдоподии. На брюшных сегментах имеются длинные, часто разветвлённые волоски, на концах которых при жизни имеются мелкие капли жидкости.

### Куколки
Куколки обычно коричневатые с парой относительно коротких дыхательных рогов на переднегрудных сегментах. Ротовые органы направлены назад. Самой большой и широкой частью является грудь. Брюшко состоит из девяти отдельных сегментов. В последнем сегменте находятся развивающиеся половые органы и проктигер (элементы десятого сегмента, включая церки). Ширина брюшных сегментов начиная с третьего последовательно уменьшается.

## Образ жизни
Как и у всех прочих двукрылых насекомых, у мокрецов 4 фазы развития: яйцо, личинка, куколка, имаго. При этом все фазы, кроме имаго, живут в водоёмах либо являются полуводно-полупочвенными обитателями. Личинки мокрецов — сапрофаги или хищники, питаются водными и почвенными организмами или их остатками. Питание имаго разнообразно. Представители разных родов семейства могут быть сапрофагами, фитофагами, хищниками, а также их питание может быть двойственно: самки мокрецов пьют кровь млекопитающих, птиц или рептилий; в то же время и самцы, и самки питаются нектаром цветковых растений. Некоторые виды мокрецов выступают в качестве опылителей какао, а также различных орхидных, кирказоновых и кутровых.

## Палеонтология

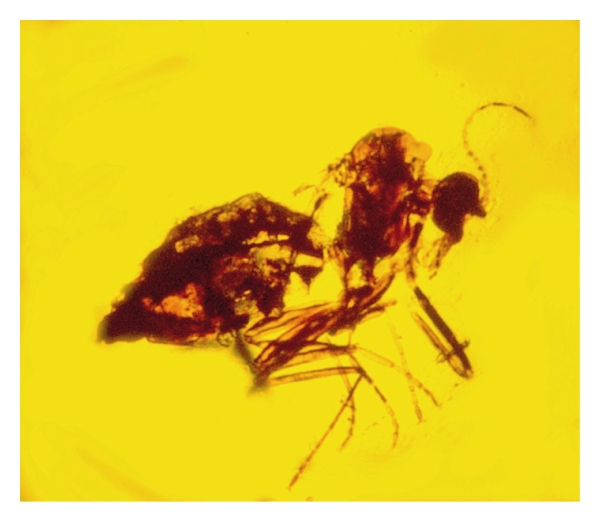
Мокрец Protoculicoides в бирманском янтаре

Известно 269 ископаемых видов мокрецов, что делает их одной из наиболее хорошо представленных в палеонтологической летописи групп насекомых. Древнейшие мокрецы были найдены в раннемеловых отложениях Англии.

## Систематика
В мировой фауне известно 6206 современных видов и 296 ископаемых видов (данные на 2020 год). Большая часть видов приходится на два крупнейших рода: Culicoides (1399 видов) и Forcipomyia (1174 видов). 109 валидных родов.
Систематика мокрецов на данный момент не устоялась, новые виды и роды открываются и в XXI веке. Ниже представлена наиболее общепринятая систематика согласно ITIS:
- Семейство: Мокрецы Ceratopogonidae Newman, 1834
  - Подсемейство: Austroconopinae Szadziewski
    - Род: Austroconops Wirth & Lee, 1958
    - †Род: Archiaustroconops Szadziewski, 1996

  - Подсемейство: Ceratopogoninae Newman, 1834
    - Триба: Ceratopogonini Newman, 1834 (syn. Stilobezziini)
      - Род: Allohelea Kieffer, 1917
      - Род: Alluaudomyia Kieffer, 1913
      - Род: Brachypogon Kieffer, 1899
      - Род: Ceratoculicoides Wirth & Ratanaworabhan, 1971
      - Род: Ceratopogon Meigen, 1803
      - Род: Downeshelea Wirth & Grogan, 1988
      - Род: Echinohelea Macfie, 1940
      - Род: Monohelea Kieffer, 1917
      - Род: Parabezzia Malloch, 1915
      - Род: Rhynchohelea Wirth & Blanton, 1970
      - Род: Schizohelea Kieffer, 1917
      - Род: Serromyia Meigen, 1818
      - Род: Stilobezzia Kieffer, 1911

    - Триба: Culicoidini Kieffer, 1911
      - Род: Culicoides Latreille, 1809
      - Род: Paradasyhelea Macfie, 1940

    - Триба: Heteromyiini Wirth, 1962
      - Род: Clinohelea Kieffer, 1917
      - Род: Heteromyia Say, 1825
      - Род: Neurobezzia Wirth & Ratanaworabhan, 1972
      - Род: Neurohelea Kieffer, 1925
      - Род: Pellucidomyia Macfie, 1939

    - Триба: Palpomyiini Enderlein, 1936
      - Род: Amerohelea Grogan & Wirth, 1981
      - Род: Bezzia Kieffer, 1899
      - Род: Pachyhelea Wirth, 1959
      - Род: Palpomyia Meigen, 1818
      - Род: Phaenobezzia Haeselbarth, 1965

    - Триба: Sphaeromiini Newman, 1834
      - Род: Jenkinshelea Macfie, 1934
      - Род: Johannsenomyia Malloch, 1915
      - Род: Macropeza Meigen, 1818
      - Род: Mallochohelea Wirth, 1962
      - Род: Nilobezzia Kieffer, 1921
      - Род: Probezzia Kieffer, 1906
      - Род: Sphaeromias Curtis, 1928

    - Триба: Stenoxenini Coquillett, 1899
      - Род: Paryphoconus Enderlein, 1912
      - Род: Stenoxenus Coquillett, 1899

  - Подсемейство: Dasyheleinae Lenz, 1934
    - Род: Dasyhelea Kieffer, 1911

  - Подсемейство: Forcipomyiinae Lenz, 1934
    - Род: Atrichopogon Kieffer, 1906
    - Род: Forcipomyia Meigen, 1818

  - †Подсемейство: Lebanoculicoidinae Borkent, 2000
    - †Род: Lebanoculicoides Szadziewski, 1996
      - †Вид: Lebanoculicoides mesozoicus Szadziewski, 1996

  - Подсемейство: Leptoconopinae Noè, 1907
    - Род: Leptoconops Skuse, 1889

## Значение в природе
Мокрецы — неотъемлемый компонент природных сообществ. Количество групп животных, для которых они являются пищей, исчисляется десятками.

## Мокрецы и жизнь человека
Мокрецы являются переносчиками опасных заболеваний: туляремии, конго-крымской геморрагической лихорадки, восточного энцефаломиелита лошадей, болезни синего языка овец, филяриозов скота и человека. Кроме того, их укусы могут вызывать аллергическую реакцию (см. Цератопогонидоз).